# Jan Cieślar
Jan Cieślar (ur. 10 września 1967 w Cieszynie) – polski duchowny luterański, biskup Diecezji Warszawskiej Kościoła Ewangelicko-Augsburskiego w RP, proboszcz w Pabianicach.

## Życiorys
W 1993 roku na podstawie pracy magisterskiej na temat: Ks. Teodor Karol Haase, jego życie i działalność ukończył studia teologiczne na Chrześcijańskiej Akademii Teologicznej w Warszawie. 21 lipca 1993 roku w Zabrzu został ordynowany przez Biskupa Kościoła ks. dr. Jana Szarka. Był wikariuszem w Ustroniu, a od 1994 roku  parafii św. Mateusza w Łodzi, prowadzone w owym czasie przez ks. Mariusza Wernera. W 1996 roku został proboszczem administratorem parafii św. Piotra i Pawła w Pabianicach. W 1998 roku został wybrany na jej proboszcza. W 2008 roku Synod Diecezjalny został wybrany na stanowisko Radcy Duchownego Diecezji Warszawskiej, a 26 czerwca 2010 roku na urząd biskupa diecezji. W dniu 4 września 2010 roku został konsekrowany i wprowadzony w urząd przez Biskupa Kościoła ks. Jerzego Samca, któremu asystowali bp Ryszard Bogusz i bp Rudolf Bażanowski. Jest starszym wykładowcą w Katedrze Teologii Historycznej Chrześcijańskiej Akademii Teologicznej w Warszawie. Jest żonaty z Magdaleną z domu Hudzieczek.
W 2016 został odznaczony przez Prezydenta RP Andrzeja Dudę Krzyżem Kawalerskim Orderu Odrodzenia Polski za wybitne zasługi w działalności na rzecz dialogu ekumenicznego.
W kwietniu 2022 został delegatem do Komitetu Krajowego Towarzystwa Biblijnego w Polsce w kadencji 2022–2027.